# Pavol Haspra
Pavol Haspra (8. prosince 1929, Topoľčianky, Československo – 27. března 2004, Bratislava, Slovensko) byl slovenský divadelní a televizní režisér. Manžel herečky Soni Valentové.

## Stručný životopis
- 1955 absolvoval studium divadelní režie na VŠMU v Bratislavě
- 1954–1962 režisér, v letech 1955–1962 i umělecký šéf Krajského divadla v Nitře
- 1962 režisér činohry Slovenského národního divadla v Bratislavě
- 1983 natočil dlouhometrážní film Výlet do mladosti